# پراگ (فیلم)
پراگ (دانمارکی: Prag) یک فیلم درام دانمارکی است که در سال ۲۰۰۶ منتشر شد. از بازیگران آن می‌توان به مس میکلسن، ورونیکا آریختوا، یانا پلودکووا، استینه استینگده و توماس گابریلسون اشاره کرد.